# Ecliptopera nuristana
Ecliptopera nuristana là một loài bướm đêm trong họ Geometridae.